# Internationaler Henryk-Wieniawski-Violinwettbewerb
Der Internationale Henryk-Wieniawski-Violinwettbewerb (Międzynarodowy Konkurs Skrzypcowy im. Henryka Wieniawskiego) ist ein Wettbewerb für Violinisten, der 1935 zum 100. Geburtstag von Henryk Wieniawski ins Leben gerufen wurde. Er ist damit der älteste seiner Art. Seit 1952 findet er alle fünf Jahre in Posen statt.

## Ziel und Geschichte
Gründer des Wettbewerbs war 1935 Adam Wieniawski, der jüngere Bruder Wieniawskis. Ziel des Wettbewerbs sollte die Werbung für die Musik des Bruders und die Förderung junger Violintalente sein. Der Wettbewerb sollte von Beginn an alle fünf Jahre stattfinden, wurde jedoch 1939 vom Zweiten Weltkrieg unterbrochen und erst 1952 wieder ins Leben gerufen. Teilnehmen dürfen Violinisten, die das Alter von 30 Jahren noch nicht erreicht haben. 1935 fand der Wettbewerb in Warschau statt, seit 1952 wird er in Posen ausgerichtet.

## Wettbewerbsgewinner
- 1935 – Ginette Neveu, Frankreich (1. Preis); David Oistrach, Sowjetunion (2. Preis); Henri Temianka, Großbritannien (3. Preis)
- 1952 – Igor Oistrach, Sowjetunion (1. Preis); Julian Sitkowetski, Sowjetunion und Wanda Wiłkomirska, Polen (2. Preis); Blanche Tarjus, Frankreich, Marina Yashvili Georgien, Olga Parchomienko, Sowjetunion (3. Preis).
- 1957 – Rosa Fain, Sowjetunion (1. Preis); Sidney Harth, USA (2. Preis); Mark Komissarow, Sowjetunion (3. Preis)
- 1962 – Charles Treger, USA (1. Preis); Oleg Krysa, Sowjetunion (2. Preis); Krzysztof Jakowicz, Polen (3. Preis)
- 1967 – Piotr Janowski, Polen (1. Preis); Michail Bezwierchnyj, Sowjetunion (2. Preis); Kaja Danczowska, Polen (3. Preis)
- 1972 – Tatiana Grindienko, Sowjetunion (1. Preis); Shizuka Ishikawa, Japan (2. Preis); Barbara Górzyńska, Polen (3. Preis)
- 1977 – Wadim Brodskij, Sowjetunion (1. Preis); Piotr Milewski, Polen und Michail Wajman, Sowjetunion (2. Preis); Zakhar Bron, Sowjetunion und Peter A. Zazofsky, USA (3. Preis)
- 1981 – Keiko Urushihara, Japan (1. Preis); Elisa Kawaguti, Japan (2. Preis); Aureli Błaszczok, Polen (3. Preis)
- 1986 – Ewgenij Buszkow, Sowjetunion (1. Preis); Nobu Wakabayashi, Japan (2. Preis); Robert Kabara, Polen (3. Preis); Wiktor Kuzniecow, Sowjetunion (4. Preis)
- 1991 – Bartłomiej Nizioł, Polen und Piotr Pławner, Polen (1. Preis); Chie Abiko, Japan (2. Preis); Reiko Shiraishi, Japan (3. Preis)
- 1996 – Kein erster Preis; Reiko Otani, Japan (2. Preis); Akkiko Tanaka, Japan (3. Preis); Asuka Sezaki, Japan und Łukasz Błaszczyk, Polen (4. Preis)
- 2001 – Alona Baeva, Russland (1. Preis); Soojin Han, Korea und Roman Simowic, Jugoslawien (2. Preis); Gaik Kazazian, Armenien, Bracha Malkin, USA und Hiroko Takahashi, Japan (3. Preis)
- 2006 – Agata Szymczewska, Polen (1. Preis); Airi Suzuki, Japan (2. Preis); Anna Maria Staśkiewicz, Polen (3. Preis)
- 2011 – Soyoung Yoon, Südkorea (1. Preis); Miki Kobayashi, Japan (2. Preis); Stefan Tarara, Deutschland (3. Preis)
- 2016 – Veriko Tchumburidze, Georgien/Türkei  (1. Preis), Bomsori Kim Südkorea (2. Preis ex aequo), Seiji Okamoto, Japan (2. Preis ex aequo)[2]